# Acronicta semivirga
Acronicta semivirga är en fjärilsart som beskrevs av Tutt 1888. Acronicta semivirga ingår i släktet Acronicta och familjen nattflyn. Inga underarter finns listade i Catalogue of Life.